# 范怀忠
范怀忠（1917年—2003年），男，广东惠阳人，中国植物病理学家，曾任华南农业大学教授、博士生导师。